# Grande amore
Grande amore är en låt av den italienska operapopgruppen Il Volo. Den är skriven av Francesco Boccia och Ciro Esposito. Låten representerade Italien i Eurovision Song Contest 2015, där den vann telefonröstningen och slutade på en tredje plats i tävlingen. 

## Eurovision Song Contest 2015
Il Volo framförde låten i finalen i Eurovision Song Contest 2015 som ägde rum den 23 maj 2015 i Wien, Österrike. Låten kammade hem en överlägsen vinst av TV-tittarna, men slutade trea i tävlingen. Den vann även den internationella pressens omröstning, Marcel Besançon Press Award.

## Listplaceringar

### Nationella singellistor
| Lista (2015) | Topplacering |
| ------------ | ------------ |
| Italien      | 1            |
| Schweiz      | 21           |